# تراکای
تراکای ; لهستانی: Troki نام شهر و دریاچه‌ای باستانی در لیتوانی است که در ۲۸ کیلومتری غرب ویلینیوس واقع شده‌است. به علت مجاورت و زیبایی طبیعت و وجود قلعه تاریخی تراکای، محل بازدید توریست‌ها است.
تراکای مرکز شهرستان تراکای است که مساحتی در حدود ۱۱٫۵۲ کیلومتر مربع دارد و بر اساس یرشماری سال ۲۰۰۷ جمعیتی در حدود ۵٫۳۵۷ نفر دارد. شایان ذکر است که تراکای توسط اقوام متفاوت ساخته شد و اقوام کارایمز، تاتار، لیتوانیها، روسها، یهودیان و لهستانیها در طول تاریخ در این مکان زندگی می‌کردند

## مردم‌شناسی
لیتوانی‌ها با ۶۱ درصد دارای اکثریت جمعیت در این منطقه هستند و سپس اقوام لهستانی‌ها و روس‌ها با ۲۱ درصد جمعیت این شهر را تشکیل می‌دهند.

## جعرافیا
این منطقه دارای ۲۰۰ دریاچه‌است که دریاچه گالوه با ۴۶٫۷ متر عمق و مساحت ۳٫۸۸ کیلومترمربع و ۲۱ جزیره عمیق‌ترین آن‌ها است. تراکای شهری است که به وسیله دریاچه‌های برناردینی، توتوریسکز، گالوه، آکمن و گیلوسیس محاط شده‌است.
تعدادی نشان و ساختمان تاریخی در این شهر است که از مهمترین آن‌ها قلعه تاریخی تراکای است که موزه تاریخ تراکای در سال ۱۹۶۲ پس از بازسازی قلعه در آن تأسیس شد.

## تاریخچه

### تاریخ اولیه

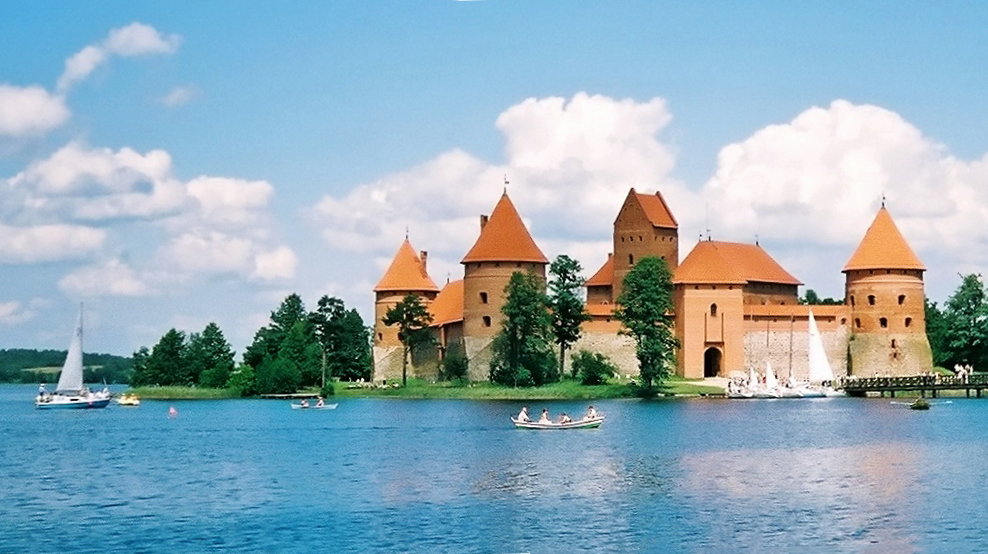
قلعه بازسازي شده تراکای

اولین سکونت در این منطقه به اوایل هزاره میلادی باز می‌گردد. این منطقه مانند مناطق اطراف در قرن ۱۳ رشد و توسعه یافت و شهر از منطقه تاریخی سنیجی تراکای (منطقه‌تاریخی) شروع شد.
بر اساس افسانه‌ها دوک بزرگ گدیمیناس پس از بازگشت از شکار موفقیت‌آمیز، این منطقه را پیدا کرد که به وسیله دریاچه‌ها محاط شده بود و همچنین زیاد از کرناو (پایتخت دوک بزرگ) فاصله نداشت. بنابراین وی تصمیم به ساخت قلعه‌ای در میان یکی از جزیره‌ها گرفت که این منطقه بعدها سنیجی تراکا نامیده شد. نام تراکای برای اولین بار توسط شوالیه‌های تئوتونی در سال ۱۳۳۷ نام برده شد و این سال به عنوان سال تأسیس شهر نامگذاری شد.

## نگارخانه

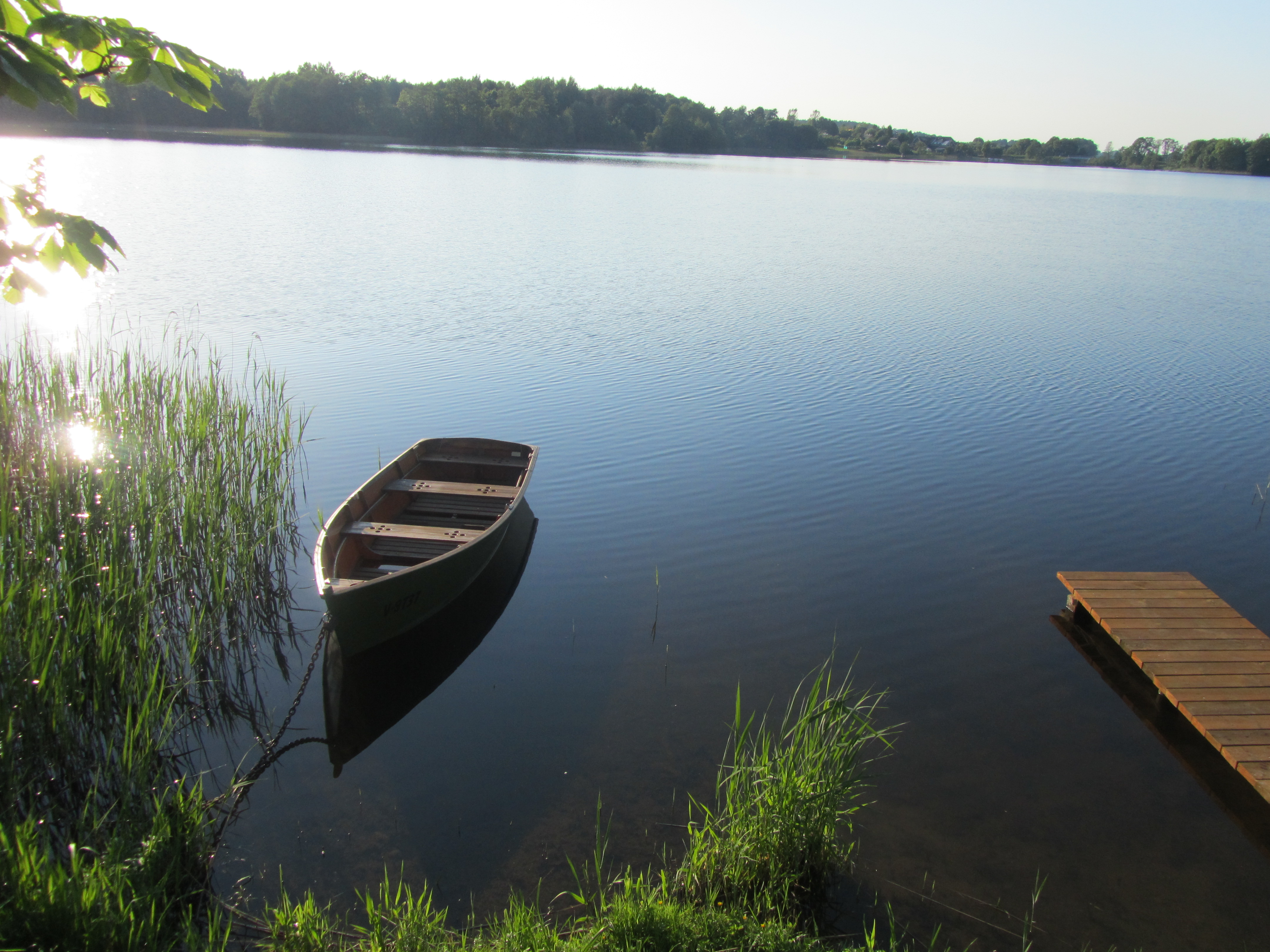
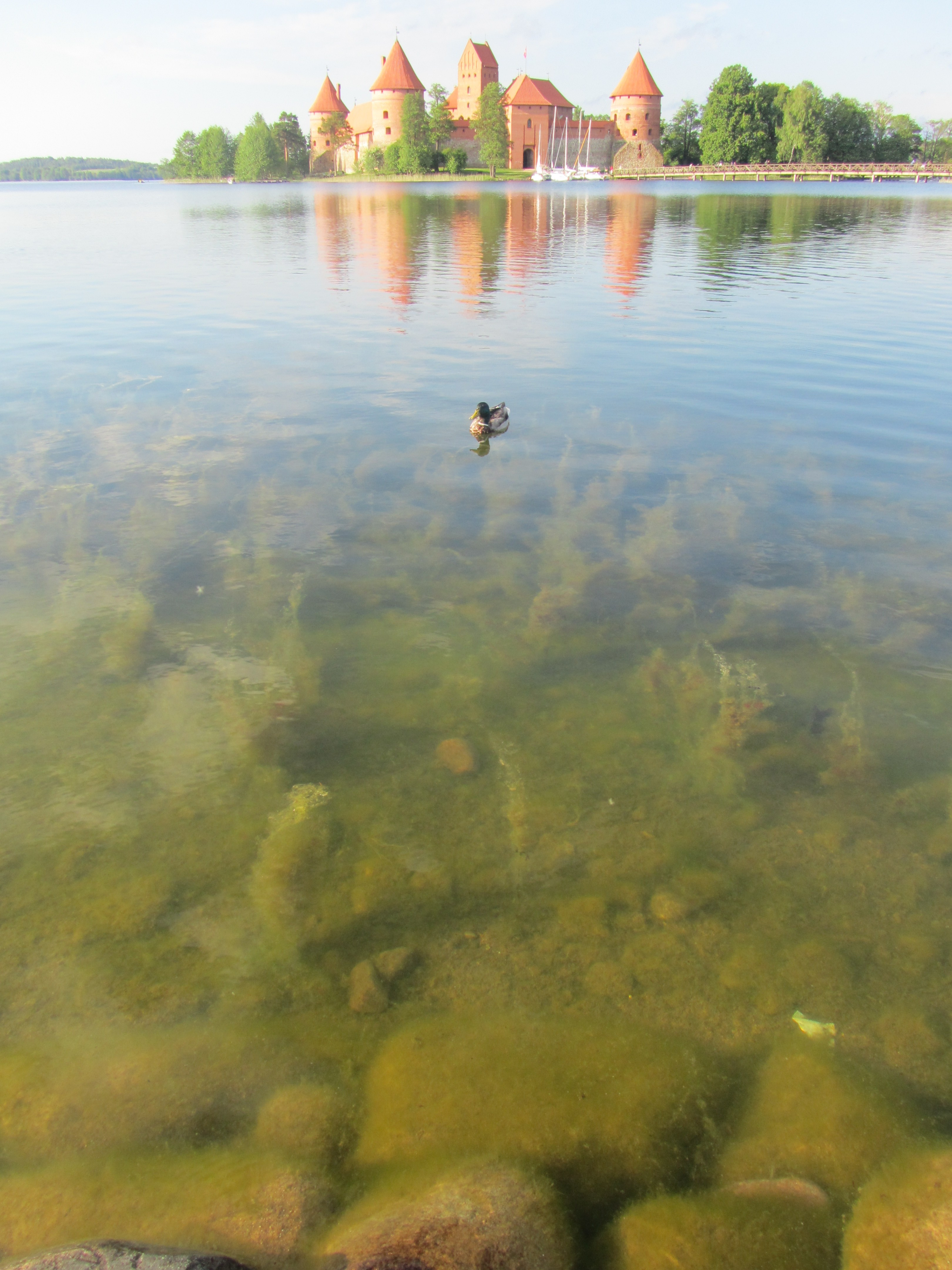
قلعه تراکای
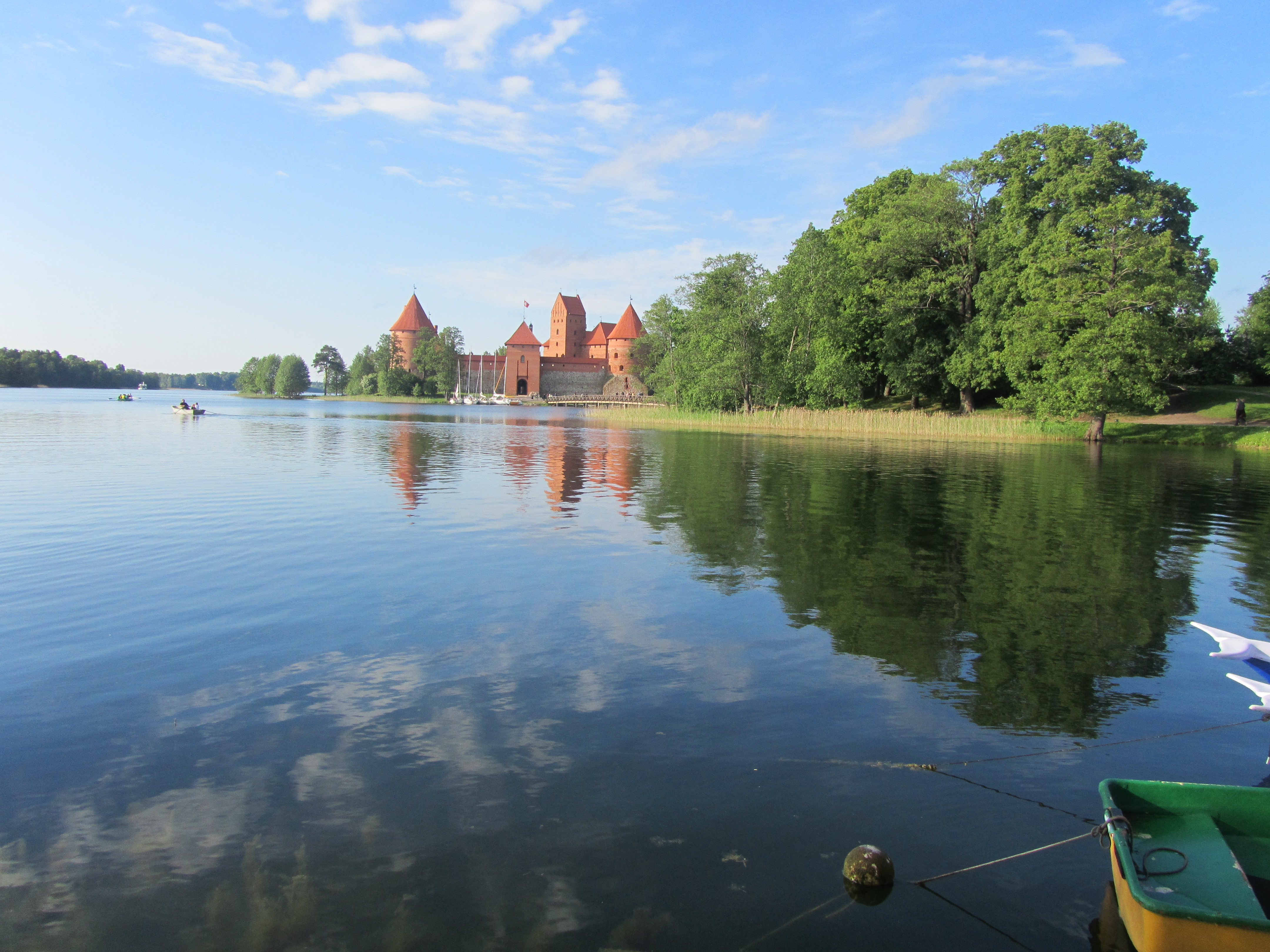
قلعه تراکای
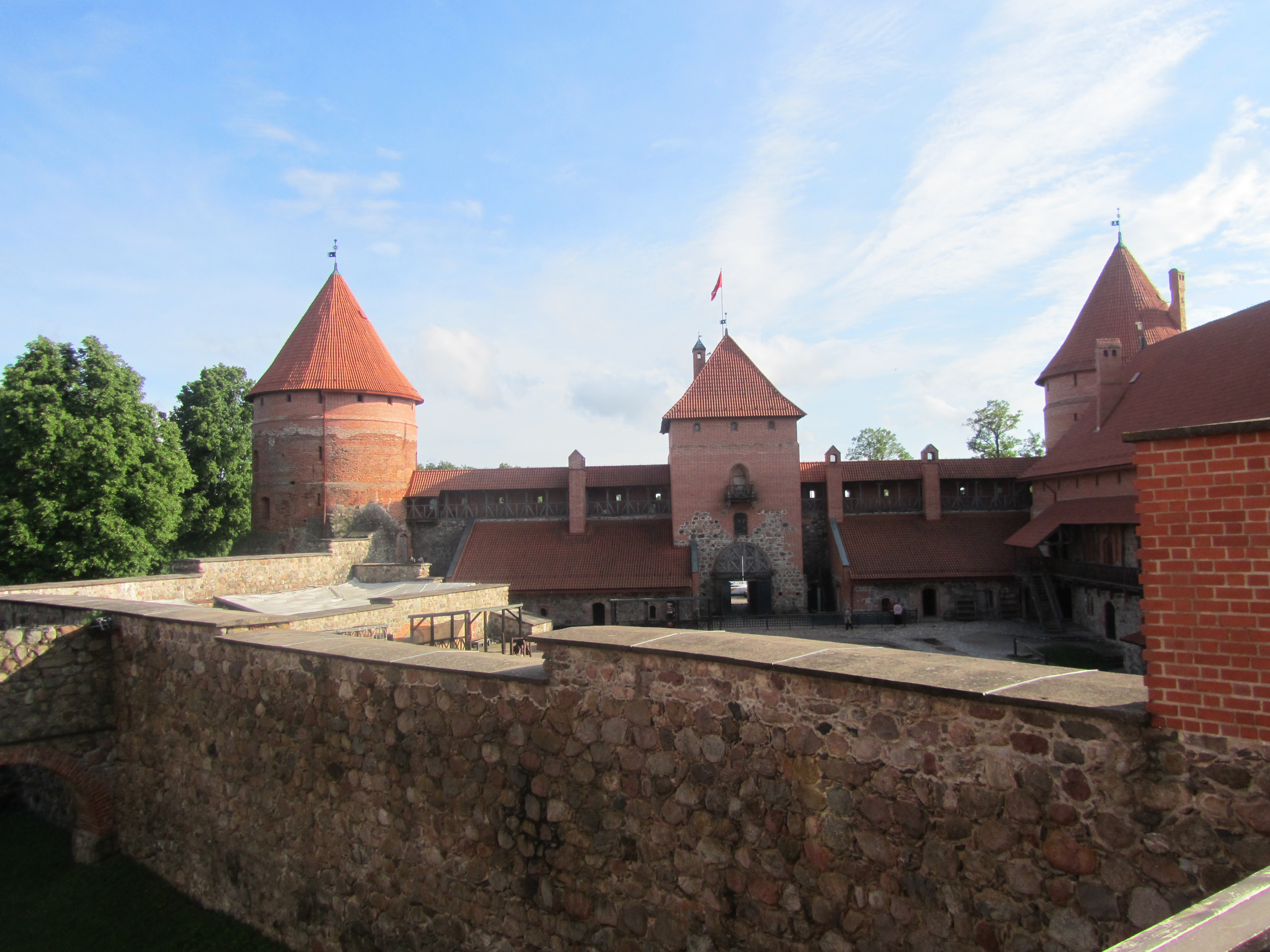
قلعه تراکای
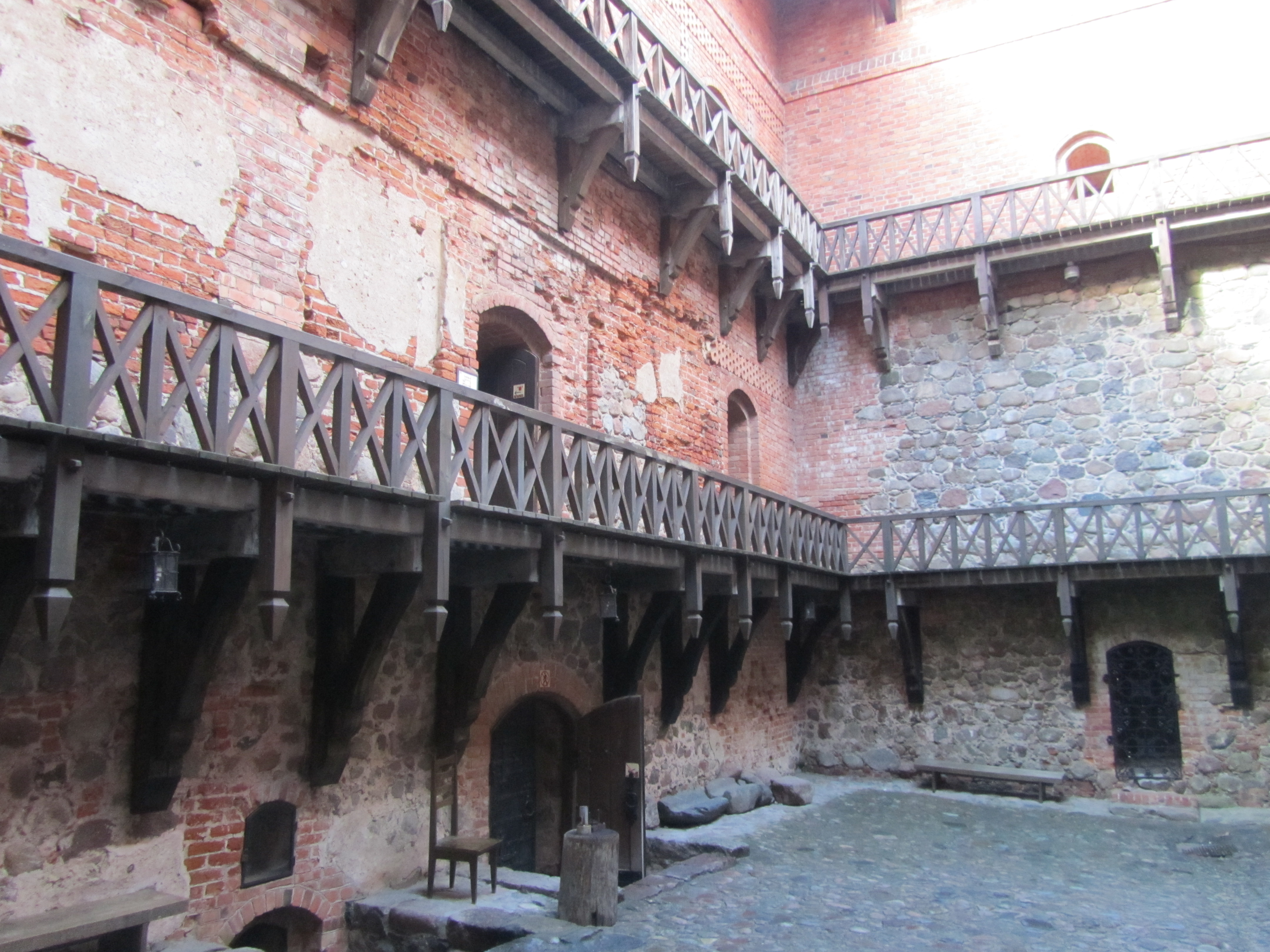
قلعه تراکای
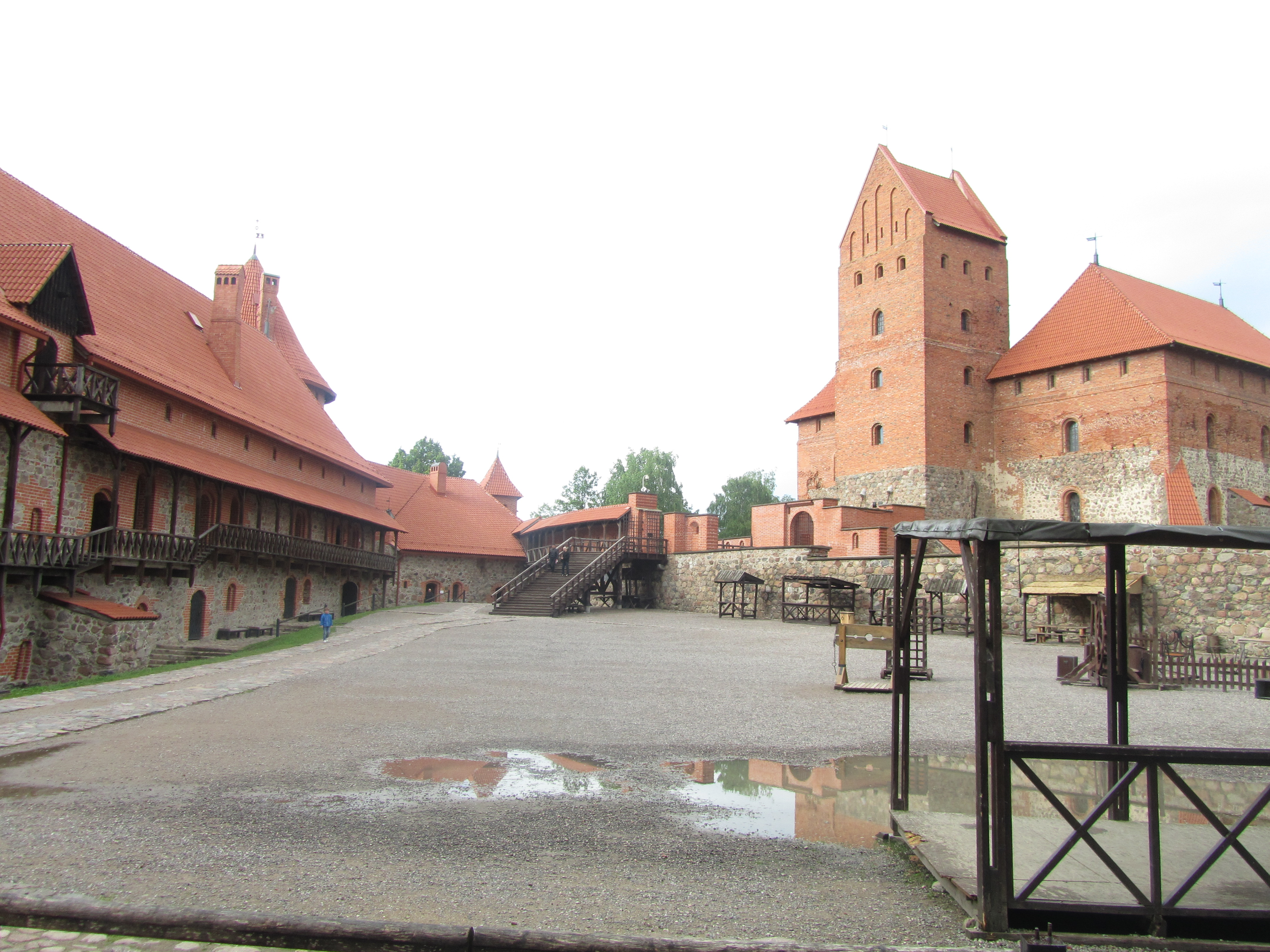
قلعه تراکای
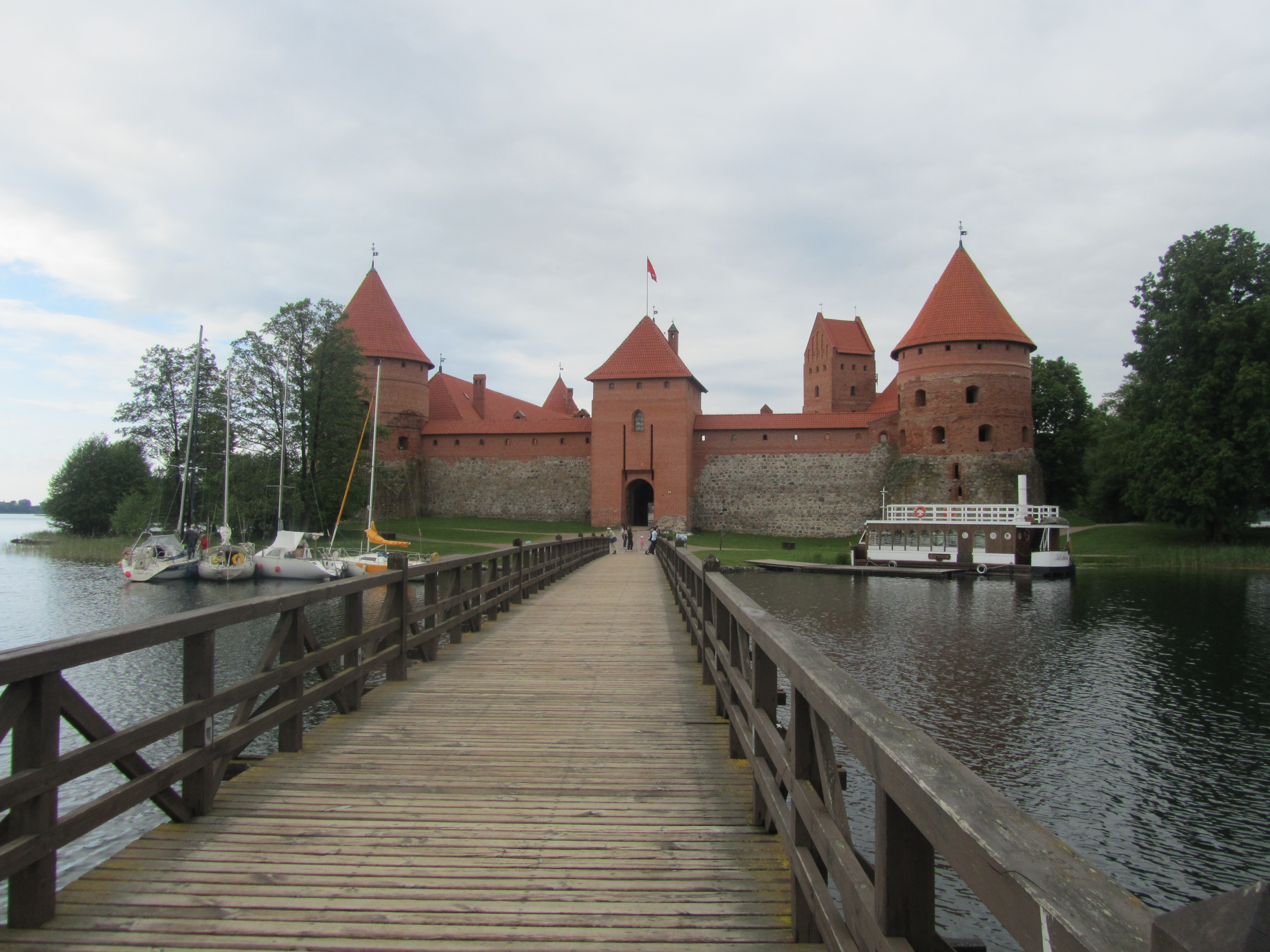
قلعه تراکای
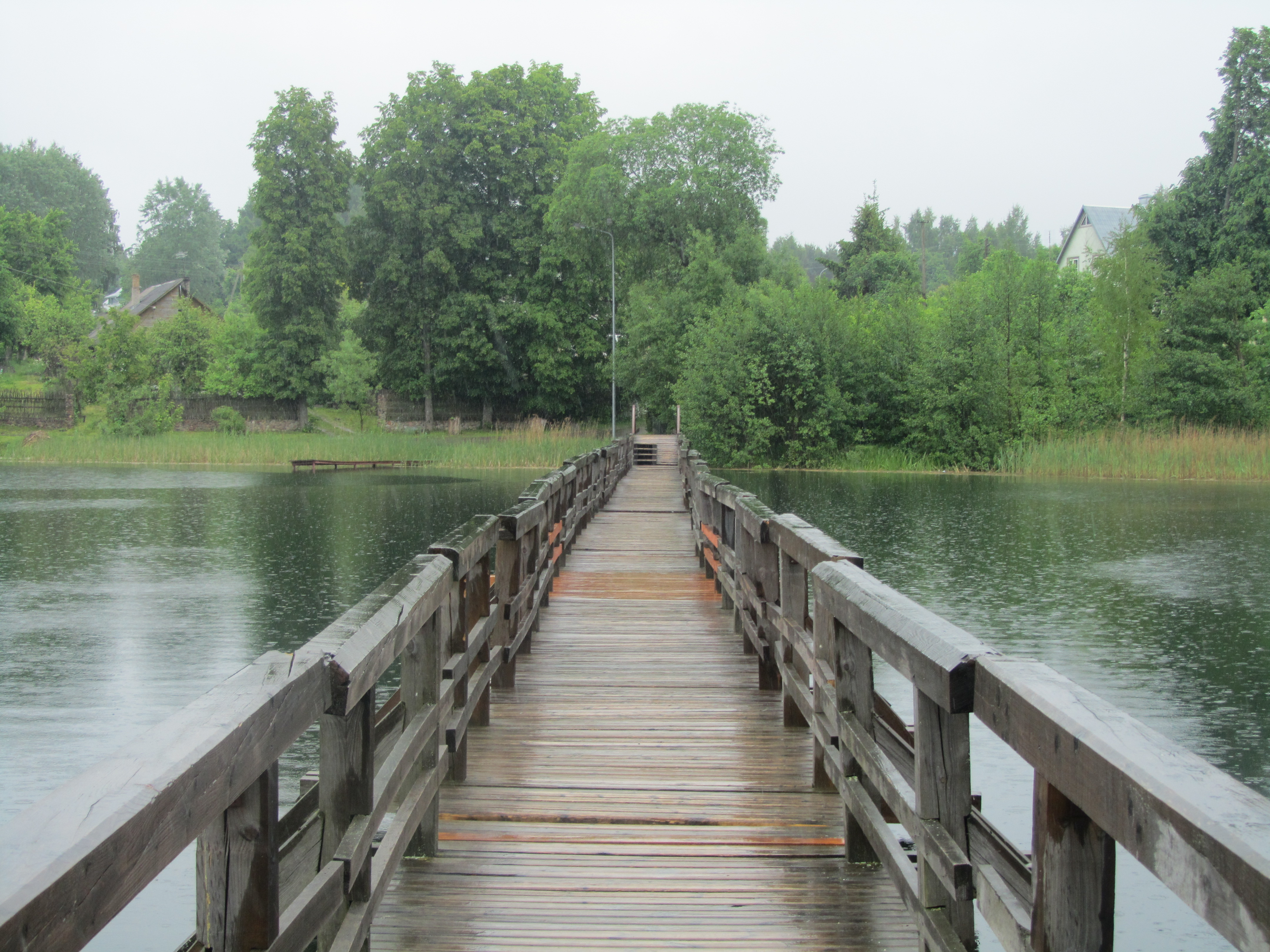
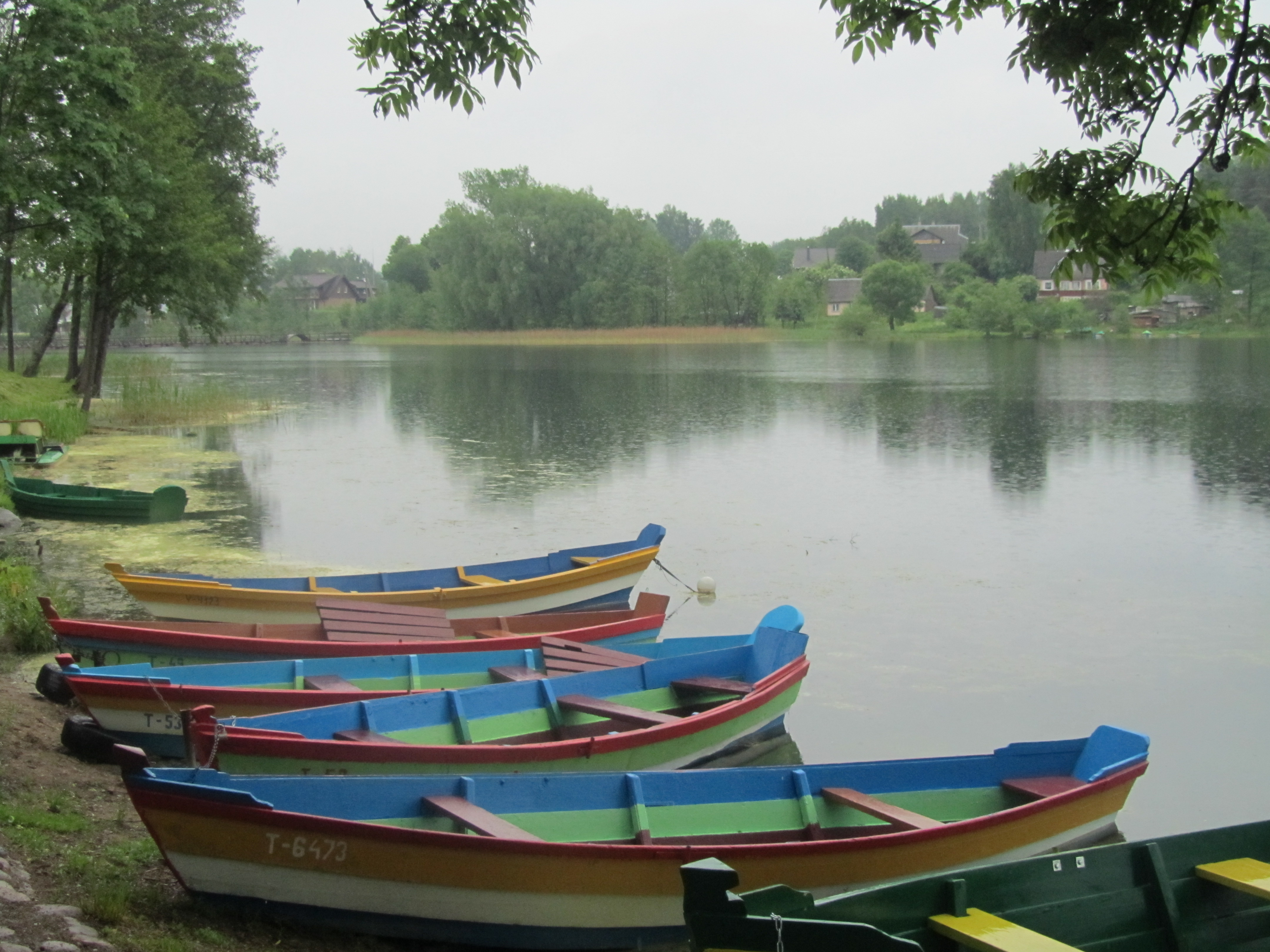